# Andrej Bogdanov (nuotatore)
Andrej Nikolaevič Bogdanov (in russo Андрей Николаевич Богданов?; 8 giugno 1958 – 2 luglio 1999) è stato un nuotatore sovietico, dal 1992 russo.

## Carriera
Ha fatto parte della staffetta che ha vinto la medaglia d'argento nella 4x200m stile libero alle Olimpiadi di Montréal 1976.

## Palmarès
- Giochi olimpici estivi

Montréal 1976: argento nella 4x200m stile libero.